# Сатурн 3
«Сатурн 3» (англ. Saturn 3) — фантастичний трилер 1980 року.

## Сюжет
Вчені Адам і Алекс працюють на орбітальній станції біля Сатурна. Одного разу до них прилітає божевільний дослідник Бенсон. Він жадає Алекс, але оскільки вона закохана в Адама, конструює робота, і той починає переслідувати дівчину.

## У ролях
- Кірк Дуглас — Адам
- Харві Кейтель — Бенсон
- Фарра Фосетт — Алекс
- Ед Бішоп — Хардінг

## Цікаві факти
- Фільм почав знімати Джон Баррі (художник-постановник фільмів «Супермен», «Механічний апельсин», «Зоряні війни. Епізод IV. Нова надія» та ін.), але через декілька днів після того, як проект був запущений у виробництво, він був звільнений, і проект завершив Стенлі Донен.[2]
- Героя Харві Кейтеля озвучував актор Рой Дотріс.[3]
- Картина провалилась в прокаті, зібрав 9 мільйонів доларів[4] проти 10 мільйонів, витрачених на виробництво.

## Номінації
В 1981 році фільм був номінований на премію «Золота малина» в трьох категоріях:
- Найгірша чоловіча роль — Кірк Дуглас
- Найгірша жіноча роль — Фарра Фосетт
- Найгірший фільм — Стенлі Донен